# نور محمد حقاني
'
الشيخ نور محمد حقاني، ولد عام 1272 هـ الموافق 1856م في مدينة لدهيانه الهنديّة. له مؤلفات كثيرة أهمها كتاب «القاعدة النورانيّة» والتي تُرجمت من الهنديّة إلى العربيّة. وتوفي عام 1343 هـ الموافق 1925م.

## ولادته ونشأته
ولد الشيخ نور محمد حقاني عام 1272هـ الموافق 1856م في مدينة لدهيانة (إحدى مدن ولاية بنجاب التابعة للهند)، مدينة لدهيانة هي المدينة التي خرج منها عدد من الجهابذة والعباقرة في العلوم الدينية والمجاهدين الكبار في كفاح تحرير الهند من الاستعمار البريطاني، حصل على التعليم الابتدائي في المدينة نفسها، ثم أكمل دراسته الشرعية بالمدارس الدينية المعروفة في كل من دلهي وكانبور ولكناؤ، تخصص في الحديث وعلومه على يدي الشيخ أحمد علي السهانبوري.

## إنجازاته
نذر الشيخ نور محمد حقاني نفسه منذ أن أكمل تعليمه لنشر العلم وتعليم القرآن، فأصدر جريدة سماها «نور على نور» وأنشأ مطبعة سماها «مطبعة حقانية» وقام بتطوير مدرسة البنات التي أنشأها والده الشيخ حافظ علي محمد وسماها «مدرسة حقانية» وطورها من جميع النواحي بتحديث منهج التعليم، وأنشأ قسما لتحفيظ القرآن فيها، كما أبدع في ترتيب منهج خاص حديث للتعليم لمدرسته بحيث جعلها تضاهي مدارس التنصير المسيحية في البلاد، ونالت مدرسته إعجابا كبيرا من أبرز رجال التعليم والتربية في عصره، وأجمعوا على أنه أعطى المجتمع الإسلامي في الهند مدرسة مثالية في البلاد، وتم بعد ذلك فتح فروع عدة لها، وجرى تغيير اسم المدرسة الرئيسية إلى مدرسة «أم المدارس».

## مؤلفاته
لقد ألف الشيخ كتبا عديدة جمع فيها منهجه التعليمي ولقيت بعض كتبه قبولا كبيرا لدى المسلمين كالقاعدة النورانية، ورفعته إلى كبار رجال التعليم والتربية حيث سبق قرنا من الزمان في التطبيق العملي للمنهج التعليمي الحديث، ومن مؤلفاته المشهورة:
- القاعدة النورانيّة.
- القاعدة النورانيّة مع طريقة التعليم.
- ألّف كتابا منظوما عن الصلاة والعقيدة والتوحيد والإيمان.

## وفاته
توفي الشيخ عام 1343 هـ الموافق 1925م وبعد وفاته أسندت أعمال المدرسة إلى ابنه الأصغر أحمد حسن بن نور محمد حقاني، وقد نقلت المدرسة إثر انفصال باكستان عن الهند إلى مدينة فيصل أباد بباكستان وهي موجودة إلى الآن ويديرها أحفاده.

## أهميّة القاعدة النورانيّة للشيخ نور محمد حقاني
تعدّ القاعدة النورانية بمثابة التجويد العملي للقرآن الكريم وهجاء اللغة العربية، وقد انتشرت ـ بادئَ الأمر ـ في الهند وباكستان وأفغانستان وبنجلاديش وسيريلانكا ونيبال وجنوب إفريقيا وغيرها من البلاد الإسلامية، والبلادِ الأخرى ذاتِ الوجود الإسلامي. فهي تيسّر نطق الحروف بطريقة سليمة سواء للصغار، أو الكبار الذين لا يعرفون القراءة والكتابة، كما تساعد الناطقين بغير اللغة العربية على قراءة القرآن الكريم. ثبت بالتجربة أن القاعدة النورانية من أسهل وأسرع الطرق لقراءة وحفظ القرآن الكريم، فالطفل قد لا يتجاوز الخامسة من عمره، ولكنّه يستطيع قراءة المصحف كاملا. تمّ ترجمة القاعدة النورانيّة من الهنديّة إلى العربيّة، ويتمّ تدريسها في البلاد العربية للأطفال والكبار.